# استار (آیداهو)
استار (به انگلیسی: Star) شهری در شهرستان آدا ایالت آیداهو است که جمعیت آن در سرشماری سال ۲۰۱۰ میلادی ۵٬۷۹۳ نفر بوده است.